# 冒险游戏
冒險遊戲（英語：adventure game，縮寫為AVG或ADV）是電子遊戲中最早出现的類型之一。此類型遊戲採取玩家輸入或選擇指令以改變行動的交互形式，强调收集资讯、發掘線索、探索未知、解决谜题等元素，主要考驗玩家的觀察力和分析能力，富有叙事性与探索性。冒险游戏有时很像角色扮演遊戲，但不同的是，冒險遊戲更偏重解谜、探索而非角色成长，玩家操控的遊戲主角本身的等級、屬性、能力等在游戏进程中一般变化不大並且不會影響遊戲推進。

## 概要
冒險遊戲是玩家操控角色進行虛擬冒險的遊戲。以故事性劇情展開為主，故事背景一般很複雜，動作性並非必要因素，玩家需要不斷的解開各種謎題來完成遊戲。題材有詭異、冒險、推理、幻想、戀愛等。冒險遊戲和角色扮演遊戲都很注重劇情要素，但後者比較注重戰鬥的部分，而前者較偏重解謎、探索未知並揭示秘密。冒險遊戲的重點在於強調人物刻劃、合理的故事情節和豐富的機關結構。
冒險遊戲可分為選項冒險遊戲和動作冒險遊戲，早期的冒險遊戲因技術限制，遊戲進行的方式主要是透過文字敘述和圖片展示。玩家遊玩時閱讀內容，在劇情關鍵處會出現選項，玩家的選擇會影響劇本的發展。後來隨著技術發展，動作要素漸漸受到重視，玩家需要操控角色避開各種機關陷阱、打敗敵人並取得關鍵道具，這類遊戲被稱為動作冒險遊戲。由於動作冒險遊戲較具可塑性，成為冒險遊戲發展的趨勢。
動作冒險遊戲後來又出現了名為恐怖遊戲的分支，題材以恐怖驚悚為主。
冒險遊戲的架構類似小說或電影，重視遊戲氣氛的塑造遊戲方式可分為文字冒險遊戲和圖像冒險遊戲。日本的戀愛冒險遊戲又被稱為電子小說，用大量且細膩的文字敘述、CG圖片配上音效，以劇情為主要賣點，此類遊戲劇本通常出自專業作家，並有數種結局。並且可能與其他遊戲類型結合，例如《櫻花大戰》是戀愛冒險和戰棋遊戲的結合。

## 歷史

### 文字冒險遊戲
1977年，一位美國工程師威廉·克羅塞為了哄女兒開心，做出了世上第一款冒險遊戲《冒險遊戲》（Adventure），後來改名為《巨洞冒險》。此遊戲由於當時電腦性能問題，只有文字的要素。玩家必須閱讀畫面上的文章，並輸入關鍵字進行遊戲。此遊戲也是第一款文字冒險遊戲。
文字冒險遊戲可分為視覺小說和音響小說，是藉由螢幕閱讀的小說。視覺小說的文字充滿整個螢幕，圖片和聲音是配角。文字較多，程序設計要求不高。音響小說的文字則只出現在螢幕下方，文字的換行、畫面的樣式及呈現都比視覺小說頻繁。文字盡可能簡短、重視遊戲的節奏感。文字冒險遊戲後來衍生出戀愛冒險遊戲。

### 圖像冒險遊戲

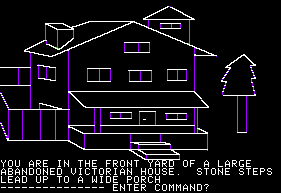
《謎之屋》，最早的附有圖像的冒險遊戲。

在文字冒險遊戲發展成熟後，1980年美國的遊戲公司On-Line Systems開發出第一款結合文字與圖像的冒險遊戲《謎之屋》（Mystery House）。
早期的冒險遊戲以2D畫面為主，後來英寶格公司出版了第一款3D視角的冒險遊戲《鬼屋魔影》。

## 近況
傳統形式的冒險遊戲的黃金時期，幾乎和80年代前半的8位元電腦風潮同時期，此後讓出電子遊戲主角的位置。不過在手機功能發達之後，亦有過去名作陸續移植的動作。
現在日本的冒險遊戲主流是以稱作音聲小說與視覺小說的類型為大宗。這些遊戲多半不如過去般著重解謎成分，而是當成故事的表現形式來製作。此類作品希望玩家如同小說一般閱覽顯示在畫面上的訊息，選擇的指令直接反映在劇情分歧上。其中更出現像《暮蟬悲鳴時》一樣廢除指令選擇，要求玩家推理事件、在網路上交換推理情報的作品。對於這個現狀，有資歷的玩家不少是抱持否定態度。然而此類作品相當受到歡迎，《暮蟬悲鳴時》與《恐怖驚魂夜》等遊戲被製作成系列作品，更積極對漫畫、動畫、電視劇等媒體發展。歸類於視覺小說的成人遊戲有像《Fate/stay night》、《ToHeart2》等超過10萬套的暢銷作品（PC-NEWSランキング調查），此類型人氣程度可見一斑。
相對之下，家用遊戲機與歐美電腦遊戲在開發費用與技術層面上有決定性的差異，有許多利用3D繪圖的動作遊戲，或是採行FPS和TPS外觀與操作系統、側重於模擬實境路線的冒險遊戲。反過來說現在的3D動作遊戲和FPS、TPS也多包含有冒險遊戲成分，區分界線變得曖昧不清。